# بيلي مكنيل
ويليام مكنيل (بالإنجليزية: Billy McNeill)‏، (من مواليد 2 مارس 1940– 22 أبريل 2019) لاعب كرة قدم اسكتلندي سابق ومدرب كرة قدم سابق. بدأ مسيرته الكروية مع نادي سيلتك في عام 1957، واعتزل كرة القدم في عام 1975. لعب مع منتخب بلاده 29 مباراة دولية.
بدأ مكنيل مسيرته التدريبية في أبريل 1977 مع نادي كليد، وفي يونيو انتقل إلى تدريب نادي أبردين، وفي عام 1978 انتقل إلى تدريب نادي سيلتك، وقد دربه لمدة 5 سنوات، وقاده للفوز بلقب الدوري الاسكتلندي الممتاز لثلاثة مرات، وكأس اسكتلندا مرة واحدة وكأس الدوري الاسكتلندي مرة واحدة، وفي 30 يونيو 1983 انتقل إلى تدريب نادي مانشستر سيتي الإنجليزي.
في موسم 1987/1986 أصبح أحد المدربين القلائل الذين دربوا فرقا سقطت إلى الدرجة الثانية في موسم واحد، حيث درب نادي مانشستر سيتي ونادي أستون فيلا، وبعدها ترك أستون فيلا ودرب نادي سيلتك، وقد فاز معه في ثنائية الدوري والكأس في أول موسم، وبعدها فاز بلقب كأس اسكتلندا، وفي عام 1991 ترك تدريب الفريق.

## مسيرته الكروية
لعب بيلي مكنيل خلال مسيرته الاحترافية مع نادِ واحدٍ في سبعة عشر موسمًا وسجل خلالها 21 هدفًا ضمن 486 مباراة. حيث فاز في سبعة مواسم بالكأس وفي تسعة مواسم بالدوري.
خاض بيلي مكنيل مسيرته مع نادي سلتيك في موسم 1958–59 ليلعب معه سبعة عشر موسمًا، مشاركًا في 486 مباراة سجل خلالها 21 هدفًا.

## روابط خارجية
- بيلي مكنيل على موقع الاتحاد الأوربي (الإنجليزية)
- بيلي مكنيل على موقع الاتحاد الإسكتلندي (الإنجليزية)
- بيلي مكنيل على موقع قاعدة بيانات كرة القدم.إي يو (الإنجليزية)
- بيلي مكنيل على موقع ناشيونال فوتبول تيمز (الإنجليزية)
- بيلي مكنيل على موقع Soccerbase.com (لاعب) (الإنجليزية)
- بيلي مكنيل قاعة قاعة إسكتلندا للمشاهير الرياضية (الإنجليزية)